# Leticia Calderón
Leticia Calderón (Ciudad de México, 15 de julio de 1968) es una actriz mexicana.

## Biografía
Nació en 1968, en Ciudad de México. Sus padres Mario Calderón y Carmen León; y tres hermanos: Mario, Miguel y Alejandro. Durante su infancia vivió en Guaymas, Sonora, Alvarado, Veracruz y La Paz, Baja California Sur; a los 13 años regresó a la Ciudad de México donde estudió en la secundaria "Amado Nervo" y después, impulsada por familiares, acudió a un casting para encontrar a la protagonista de "Chispita", aunque Leticia no se quedó con ningún papel principal, participó como extra y recibió una beca para estudiar en el Centro de Educación Artística de Televisa.[cita requerida]

## Vida profesional
En 1983 y con tan solo 14 años, Leticia recibió su primera oportunidad de manos de Valentín Pimstein, en "Amalia Batista". En este melodrama, interpretó a la hija de Susana Dosamantes.
Después de esta vendrían "Principessa", donde interpretó a la hija ciega de Angélica Aragón, breves apariciones en "Bianca Vidal" y "Monte calvario" y su primera antagonista, Alma, en "El camino secreto".
En 1987 hizo casting para "La indomable", en el que daría vida a su primer protagónico, María Fernanda Villalpando.
Dos años después vendría su segundo protagónico: "La casa al final de la calle" al lado de Eduardo Palomo. En esta historia gótica compartiría el protagonismo con Héctor Bonilla y Angélica Aragón, además de ser dirigida por el cineasta Jorge Fons.
El siguiente año, 1990, Leticia protagonizó su primera telenovela para Ernesto Alonso "Yo compro esa mujer" al lado de Eduardo Yáñez, Enrique Rocha, y Alma Muriel. 
En el 1991 trabajó en la telenovela de Carlos Sotomayor en la telenovela, "Valeria y Maximiliano."  La telenovela, cuya protagonizó al lado de Juan Ferrara. A esta le siguió  "Entre la vida y la muerte" en 1993, la cual sería el primer gran éxito para su productora Angelli Nesma. Después de esta telenovela, Leticia decidió darse su primer descanso de 3 años, con excepción a una participación especial en "Prisionera de amor", donde entraría casi al final de la novela como la rival de amores de Maribel Guardia.
En 1996 volvió a trabajar con Ernesto Alonso y Carlos Alonso Sotomayor para la producción histórica" La antorcha encendida". En esta novela compartiría crédito con Humberto Zurita y Julieta Rosen entre otros.
En 1997 salió al aire "Esmeralda", versión de la venezolana homónima, esta vez junto a Fernando Colunga en el protagónico.
Leticia ha participado en obras de teatro como "La Familia Real", al lado de Jacqueline Andere, y "Los árboles mueren de pie" con Ofelia Guilmáin y Juan Ferrara. Sus películas son "Angelito Mío" con Daniela Luján y "Noche de Ronda" con Omar Fierro donde interpretó a una muchacha jorobada, enamorada de un pianista famoso.
En 1999 protagoniza la exitosa telenovela "Laberintos de pasión", donde comparte créditos con César Évora, Francisco Gattorno, Azela Robinson, Monika Sánchez y Manuel Ojeda.
Dedicada a sus dos hijos, en especial a Luciano, quien presenta síndrome de Down, Leticia estuvo retirada más de 8 años de las telenovelas (2000- 2008), realizando solo apariciones especiales en "Amor real" en donde tuvo un papel que dio mucho de que hablar y en la versión de "Valeria y Maximiliano", titulada "Heridas de amor".
Leticia condujo por cerca de un año el programa de revista Hoy junto con Jorge Poza, Andrea Legarreta, Martha Carrillo y Vielka Valenzuela. Sin embargo, en septiembre de 2007 decidió renunciar "por motivos personales".
En 2008, Leticia participó en la serie "Mujeres Asesinas" (versión mexicana) protagonizando el episodio "Sonia, Desalmada" al lado de Juan Soler y Grettell Valdez.
Ese mismo año trabajó en la producción del productor Carlos Moreno Laguillo, "En nombre del amor" interpretó a Carlota Espinoza De Los Monteros, donde trabajó al lado de Victoria Ruffo y Arturo Peniche. Por este personaje fue reconocida por TVyNovelas a la Mejor actriz antagónica y recibió muchas buenas críticas por su desempeño.
El 21 de agosto de 2009 debutó en a obra de teatro "12 mujeres en pugna", interpretando a la jurado número 4, la esposa de un abogado.
Debutó como escritora con "Luciano, un ángel en mi vida".
En 2011 tiene una participación especial en los primeros capítulos en la telenovela "La fuerza del destino" producida por Rosy Ocampo. En esta fue la madre de David Zepeda.
En 2012 nuevamente trabaja para el productor Carlos Moreno Laguillo en la telenovela "Amor bravío",  una versión de "De pura sangre" en donde comparte créditos con Silvia Navarro y Cristián de la Fuente. Por este personaje fue reconocida por segunda vez por la revista TVyNovelas a la Mejor actriz antagónicay es nombrada la villana favorita en los premios Favoritos del Público.
En 2015 regresa a los melodramas, nuevamente bajo las órdenes del productor Carlos Moreno Laguillo, participando como la noble Inés Urrutia de Murat en la primera temporada de "A que no me dejas", nueva versión de "Amor en silencio", compartiendo roles con Camila Sodi y Osvaldo Benavides entre otros.
En 2016 trabaja en '"Mujeres de negro" interpretando a la fría, sangrienta y calculadora Irene Palazuelos.

## Filmografía

### Telenovela
- Mi amor sin tiempo (2024) - Greta Saraldi[10]
- El amor invencible (2023) - Josefa Aizpuru de Torrenegro[11]
- Imperio de mentiras (2020) - Victoria Robles de Cantú
- Soltero con hijas (2020) - Carmina Ríos/ de Montero
- Juntos el corazón nunca se equivoca (2019) - Elsa Reynoso Vargas[12]
- Por amar sin ley (2018) - Carmen Artemisa[13]
- Mujeres de negro (2016) - Irene Palazuelos Mondragón[14]
- A que no me dejas (2015) - Inés Urrutia de Murat[15]
- Amor bravío (2012) - Isadora González Vda. de Lazcano
- La fuerza del destino (2011) - Alicia Villagómez
- En nombre del amor (2008-2009) - Carlota Espinoza de los Monteros
- Heridas de amor (2006) - Fernanda de Aragón (joven)
- Amor real (2003) - Hanna de la Corcuera
- Cuento de Navidad (1999-2000) - Espíritu de las Navidades futuras
- Laberintos de pasión (1999-2000) - Julieta Valderrama
- El diario de Daniela (1998-1999) - Leonor de Monroy
- Esmeralda (1997) - Esmeralda Peñarreal de Velasco
- La antorcha encendida (1996) - Teresa de Muñiz
- Lazos de amor (1995) - Asistente
- Prisionera de amor (1994) - Consuelo
- Entre la vida y la muerte (1993) - Susana Trejos
- Valeria y Maximiliano (1991-1992) - Valeria Landero de Riva
- Yo compro esa mujer (1990) - Ana Cristina Montes de Oca
- La casa al final de la calle (1989) - Teresa Altamirano Nájera
- Tal como somos (1987-1988) - Margarita Cisneros
- La indomable (1987) - María Fernanda Villalpando
- El camino secreto (1986-1987) - Alma
- Monte Calvario (1986) - Tere
- El ángel caído (1985)
- Principessa (1984-1986) - Vicky
- Amalia Batista (1983-1984) - Leticia
- Bianca Vidal (1982)
- Chispita (1982)

### Programas
- Madre de alquiler (2023) - Nora Huizar. Netflix
- Mujeres asesinas (2008) - Sonia de Quevedo "Sonia, desalmada"
- Plaza Sésamo (2007) - Dra. Lety
- Hoy (2006-2007) - Conductora
- Mujer, casos de la vida real (1994)
- Hora marcada  (1990) - Lucia

### Cine
- Angelito mío (1998)
- Noche de ronda (1992) - Rosita

### Teatro
- 12 Mujeres en pugna (2009)
- Los árboles mueren de pie (2000)[16]
- La Familia Real (1995)

## Premios y reconocimientos

### Premios TV y novelas
| Año  | Categoría                | Programa/Telenovela       | Resultado |
| ---- | ------------------------ | ------------------------- | --------- |
| 2016 | Mejor primera actriz     | A que no me dejas         | Ganadora  |
| 2013 | Mejor villana            | Amor bravío               | Ganadora  |
| 2010 | Mejor actriz antagónica  | En nombre del amor        | Ganadora  |
| 2007 | Mejor conductora         | Hoy                       | Nominada  |
| 2000 | Mejor actriz protagónica | Laberintos de pasión      | Ganadora  |
| 1998 | Mejor actriz protagónica | Esmeralda                 | Nominada  |
| 1997 | Mejor actriz protagónica | La antorcha encendida     | Nominada  |
| 1994 | Mejor actriz protagónica | Entre la vida y la muerte | Nominada  |
| 1993 | Mejor actriz protagónica | Valeria y Maximiliano     | Nominada  |
| 1991 | Mejor actriz protagónica | Yo compro esa mujer       | Nominada  |
| 1987 | Mejor actriz joven       | La indomable              | Ganadora  |
| 1984 | Mejor actriz debutante   | Amalia Batista            | Ganadora  |

#### Favoritos del público
| Año  | Categoría        | Telenovela  | Resultado |
| ---- | ---------------- | ----------- | --------- |
| 2013 | Villana Favorita | Amor bravío | Ganadora  |

### Premios People en Español
| Año  | Categoría     | Telenovela         | Resultado |
| ---- | ------------- | ------------------ | --------- |
| 2012 | Mejor villana | Amor bravío        | Ganadora  |
| 2009 | Mejor villana | En nombre del amor | Nominada  |

### Premios ACE
| Año  | Categoría                             | Programa/Telenovela | Resultado |
| ---- | ------------------------------------- | ------------------- | --------- |
| 2013 | Mejor coactuación femenina            | Amor bravío         | Ganadora  |
| 2010 | Mejor Actriz                          | En nombre del amor  | Ganadora  |
| 1998 | Figura Internacional Femenina del Año | Esmeralda           | Ganadora  |

### Galardón a los 30 grandes de TV y Novelas
| Año  | Categoría                                         | Resultado |
| ---- | ------------------------------------------------- | --------- |
| 2009 | Reconocimiento especial por trayectoria artística | Ganadora  |

### Cocktail de la moda
| Año  | Categoría                                         | Resultado |
| ---- | ------------------------------------------------- | --------- |
| 2012 | Reconocimiento especial por trayectoria artística | Ganadora  |

### Micrófono de Oro
| Año  | Categoría            | Telenovela         | Resultado |
| ---- | -------------------- | ------------------ | --------- |
| 2009 | Excelencia Artística | En nombre del amor | Ganadora  |